# Собко, Александр Алексеевич
Александр Алексеевич Собко (27 марта 1921, Зельбаховка, Екатеринославская губерния — 4 августа 2017, Киев) — советский и украинский хозяйственный, государственный и политический деятель, доктор сельскохозяйственных наук, профессор, член-корреспондент ВАСХНИЛ.

## Биография
Родился в 1921 году в селе Зельбаховка.
Участник Великой Отечественной войны. Был призван в июле 1941 года. Старшина, старший сержант. Участвовал в обороне Севастополя, обороне Кавказа. Служил в 337-м отдельном самоходно-артиллерийском дивизионе 301-й стрелковой дивизии. К концу войны — майор.
С 1949 года — на хозяйственной, общественной и политической работе. В 1949—2001 годах — агроном колхоза в посёлке Фрунзе Днепропетровского района, директор учебно-опытного хозяйства Днепропетровского СХИ, заведующий отделом орошения, заместитель директора, директор Генической опытной станции, директор Украинского НИИ орошаемого земледелия, заместитель председателя Президиума Южного отделения ВАСХНИЛ, главный научный сотрудник, советник директора Института гидротехники и мелиорации Украинской академия аграрных наук. Член КПСС.
Умер в 2017 году в Киеве.

## Награды
- Заслуженный агроном УССР (1971);
- Государственная премия УССР в области науки и техники (1983);
- орден Октябрьской Революции (1971);
- трижды орден Трудового Красного Знамени (1973, 1974, 1981);
- трижды орден Отечественной войны 2-й (1944, 1985) и 1-й степени (1945);
- орден Славы 3-й степени (1944);
- орден «Мужества» (2000);
- медали СССР.